# فو جینگ
فو جینگ (انگلیسی: Fu Jing؛ زادهٔ ۲۹ ژوئن ۱۹۹۵) خواننده اهل چین است. وی از سال ۲۰۱۷ میلادی تاکنون مشغول فعالیت بوده است.